# Івана Брлич-Мажуранич
Івана Брлич-Мажуранич (18 квітня 1874, Огулин — 21 вересня 1938, Загреб) — хорватська письменниця, визнана у Хорватії і у світі як одна з найвидатніших письменниць для дітей.

## Життєпис
Походила з відомої хорватської інтелігентської сім'ї Мажуранич. Її батько Владимир Мажуранич був письменником, адвокатом і істориком. Дідусь був славний політик, хорватський бан і поет Іван Мажуранич, a бабуся Александра, грекиня, сестра мовознавця Димитрія Деметра. Навчалася приватно і здобула чудову освіту, між іншим, володіла декількома мовами, навіть її перші літературні спроби були написані французькою мовою. Разом із сім'єю вперше зі свого рідного містечка Огулина переселилася в Ястребарсько, потім — у Карловаць, а після того нарешті в Загреб.
Коли в 1892 році одружилася з адвокатом і політиком Ватрославом Брличем, Івана переселилася в місто Славонський Брод, що в східній Хорватії, і тут провела більшість свого життя, яке присвятила своїй сім'ї, навчанню і літературній праці. Будучи матір'ю шістьох дітей, вона мала нагоду добре познайомитися з психологією дітей, i таким чином зрозуміти чистоту й наївність їхнього світу. Вона була вихована в народному дусі, поряд із своїм чоловіком, включилася в громадське життя, спілкувалася з прихильниками народного руху. Єпископ Йосип Юрай Штросмаєр нагородив її золотою медаллю за протимаджаронські діяння. (Маджарони — послідовники партії, яка підтримувала ідею тісних відносин між Хорватією та Угорщиною.)

## Творчість

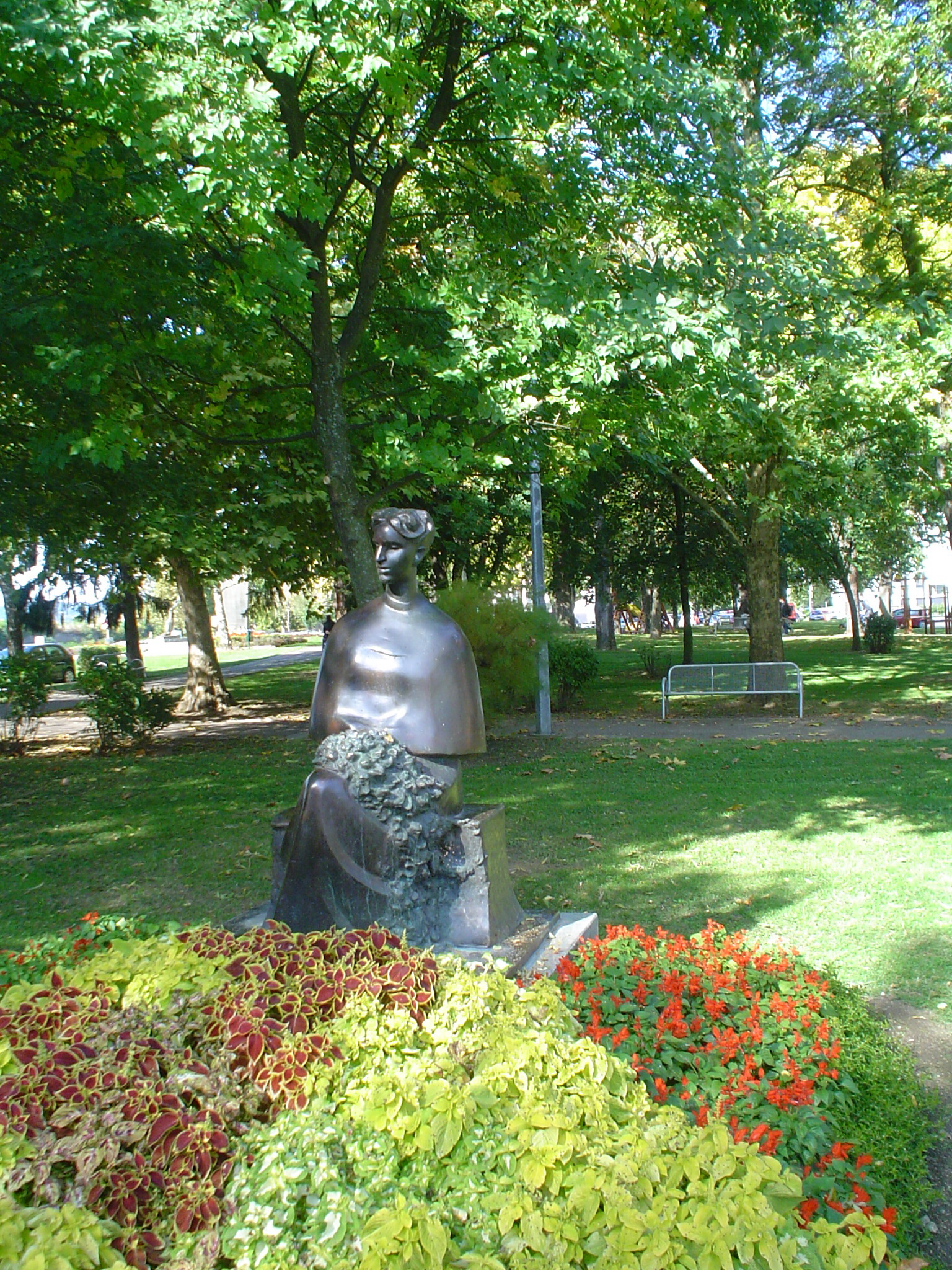
Пам'ятник Івані Брлич-Мажуранич

Ще змалку Івана Брлич-Мажуранич почала писати поезію, есе, щоденники, але її перші твори не були надруковані аж до початку XX сторіччя. Збірка оповідань і пісень для дітей «Хороші і погані» (Valjani i nevaljani) вийшла в 1902 році у власному виданні Брлич-Мажуранич. Новели та тексти подібні до серії просвітних статей під назвою «Школа і канікули» (Škola i praznici) виходили постійно від 1903 надалі. Але справжню увагу літературної публіки звернув її роман для дітей «Дивовижні пригоди малого Хлапича» (Čudnovate zgode šegrta Hlapića, 1913). У ній розповідається про хлопчика Хлапича — підмайстра, який служив у шевця Мрконі. Хлопчик вирушив у семиденну подорож, через несправедливі звинувачення майстра, щоб допомагати всім людям, яким потрібна допомога. Він допомагає дівчині Ґіті, яка зрештою виявляється дочкою майстра, який зрозумів, що був невиправдано суворим з хлопчиком, змусив його багато працювати, був дуже нечесний до нього і звинувачував у тому, що той не робив. Пригоди з щасливим завершенням нарешті перемогли нещастя.
Вершиною її поетичної творчості критика вважає збірку «Оповідання з давнини» (Priče iz davnine, 1916). Твір у собі містить мотиви міфологічної мудрості буденного світу, натхненні слов'янською міфологією. Ця книга через казку знову повертає до життя загублений світ дохристиянських вірувань хорватів. Образи як Косєнка, Регоч, Стрибор, Ягленаць, Рутвиця, Палунко, Вєсть, Потєх, Малик Тинтилинич, Сварожич і Бєсомар, у собі втілюють людські моральні особливості і почуття вірності, любові та добродійності, але так само й мінливість і слабкість. В її творах також часто можна зустріти бажання до багатства і прагнення до далеких світів як символ людського потягу до правди і знання.
Двічі була висунута на здобуття Нобелівської премії (1931 і 1938 роки), а в 1937 році стала першою жінкою членом тодішньої Югославської, а сучасної Хорватської академії науки та мистецтва. Критики вважали її прозу простим синтезом життєвого ідеалізму, природності виразу і делікатності рідкісного гумору, через те, що хоч і писала Івана Брлич для дітей, її хвалили й інші письменники, поети і літературні історики. Видавництво «Школська книга» із Загреба заснувало в 1971 році літературну премію «Івана Брлич-Мажуранич» для нагородження літературної творчості, призначеної для дітей та молоді.
Часто її називають хорватським Андерсеном (через її віртуозність дитячого оповідача) і хорватським Толкіном (через поринання у фантастичний світ міфології). Івану Брлич-Мажуранич з її оригінальністю і свіжістю, рівноправно можемо поставити поряд з гігантами дитячої літератури.
Її твори були перекладені майже всіма європейськими мовами. Окремими виданнями українською мовою вийшли казка Івани Брлич-Мажуранич «Деревинець Топорко і дев'ятеро жупанчат» (Київ: Веселка, 1978), у перекладі Віля Гримича та художньому оформленні Світлани Кім, та роман «Дивовижні пригоди малого Хлапича» (Київ: Веселка, 1974), у перекладі Сидора Сакидона та з ілюстраціями Наталі Вергун.
На основі роману «Дивовижні пригоди малого Хлапича» у 1997 році режисер Милан Блажекович зняв однойменний мультфільм, у якому герої роману постають в образі антропоморфних звірят. Мультфільм було номіновано на премію «Оскар» у категорії «Найкращий іноземний фільм». У 2013 році режисер Сільвія Петранович зняла кінофільм «Підмайстер Хлапич» (Šegrt Hlapić). Усього за 18 днів після виходу він став найбільш переглянутим хорватським художньо-фантастичним фільмом.

## Твори автора в Інтернеті
- Івана Брлич-Мажуранич [Архівовано 22 листопада 2015 у Wayback Machine.] // Казки світової літератури.
- «Дивні вчинки підмайстра Хлапича» [Архівовано 14 липня 2019 у Wayback Machine.]